# Gromada Kęsowo
Gromada Kęsowo war eine Verwaltungseinheit in der Volksrepublik Polen zwischen 1954 und 1972. Verwaltet wurde die Gromada vom Gromadzka Rada Narodowa dessen Sitz sich in Kęsowo befand und der aus 15 Mitgliedern bestand.

Die Gromada Kęsowo gehörte zum Powiat Tucholski in der Woiwodschaft Bydgoszcz und bestand aus den ehemaligen Gromadas Kęsowo, Bralewnica und Jeleńcz aus der aufgelösten Gmina Kęsowo.
Zum 1. Januar 1959 wurde die aufgelöste Gromada Droździenica in die Gromada Kęsowo integriert.
Zum 31. Dezember 1961 wurde das Dorf Obrowo aus der aufgelösten Gromada Sławęcin im Powiat Chojnicki in die Gromada Kęsowo eingegliedert.
Mit der Gebietsreform zum 1. Januar 1973 wurde die Gromada aufgelöst und die Gmina Kęsowo reaktiviert.